# Desahogo
Desahogo es el séptimo álbum de estudio del rapero puertorriqueño Vico C y novena producción discográfica con canciones inéditas.. Fue lanzado el 1 de marzo de 2005 a través de EMI Latin como seguimiento de En honor a la verdad (2003). El álbum fusiona rap con música tropical tradicional como reggae, guajira cubana, vallenato y salsa, junto con R&B y reguetón, presentando letras que van desde protesta sobre corrupción política y consumismo hasta amor, arrepentimiento y romance.
Desahogo representa el tercer álbum de estudio de Vico C en el primer lustro de los años 2000, siguiendo a Emboscada (2002) y En honor a la verdad (2003), consolidando una de las épocas más prolíficas de su carrera. El álbum cuenta con colaboraciones destacadas de Eddie Dee, Gilberto Santa Rosa, Cultura Profética, Mala Rodríguez, Ivy Queen y D'Mingo.
Según el artista, es su álbum más completo hasta esa fecha. El álbum fue certificado como Platino por la RIAA y marcó el final de una era antes de una ausencia de cuatro años en la publicación de álbumes de estudio, siendo seguido por Babilla en 2009.

## Contexto y desarrollo
Desahogo fue concebido durante el apogeo creativo de Vico C a mediados de los años 2000, período en el que estableció una producción constante de álbumes de estudio después de su rehabilitación personal y espiritual. El álbum llegó dos años después del gran éxito de En honor a la verdad (2003), que le había otorgado su segundo Grammy Latino.
Inicialmente programado para ser lanzado el 15 de febrero de 2005, el álbum sufrió retrasos debido a que parte del material grabado se perdió y posteriormente fue recuperado. Durante el desarrollo del proyecto, Vico C experimentó con fusiones musicales más ambiciosas, incorporando elementos de música tropical tradicional y colaborando con artistas de diversos géneros para crear lo que él consideraba su trabajo más completo.
El álbum fusiona rap con géneros tradicionales latinoamericanos, incluyendo reggae, guajira cubana, vallenato y salsa, además de elementos de R&B y el emergente reguetón. Esta diversidad musical reflejaba la intención del artista de crear un proyecto que trascendiera las barreras del género urbano convencional.

## Contenido temático
Las letras de Desahogo abarcan un amplio espectro temático que incluye protesta política, crítica social, amor, arrepentimiento y espiritualidad. El título del álbum refleja la necesidad del artista de expresarse sobre diversos temas sociales y personales, manteniendo su reputación como el "Filósofo del Rap".
La canción titular «Desahogo» funciona como una respuesta directa a críticas y controversias, incluyendo declaraciones en su contra por parte de Lito & Polaco y Temperamento. El tema hace una fuerte crítica al sistema político y al entretenimiento en general.

## Sencillos
«Desahogo», la canción titular, sirvió como el primer sencillo del álbum, lanzado en febrero de 2005. El tema destacó por su contenido confrontacional y su crítica directa a diversos aspectos de la industria musical y la sociedad.
«Lo Grande Que Es Perdonar», interpretado junto a Gilberto Santa Rosa, se convirtió en uno de los sencillos más exitosos del álbum. La canción se convirtió en un éxito instantáneo y se mantuvo en los primeros lugares de las listas de popularidad durante semanas, convirtiéndose en un himno sobre el perdón y la reconciliación. A lo largo de los años, "Lo Grande Que Es Perdonar" ha acumulado millones de reproducciones en plataformas digitales como YouTube y Spotify.
«Se Escaman», con la colaboración de Eddie Dee, fue lanzado como tercer sencillo en agosto de 2005, consolidando la promoción del álbum en el mercado urbano.

## Recepción

### Recepción crítica
Desahogo recibió elogios significativos de la crítica especializada. La revista Billboard destacó la calidad superior del trabajo de Vico C, señalando su habilidad única para ser lírico y hardcore, junto con su apreciación por arreglos que van más allá de las tornamesas de un DJ. El álbum fue particularmente elogiado por la crítica por su calidad musical y las preocupaciones morales y sociales que reflejaban sus letras.
Los críticos elogiaron las fusiones musicales mientras otros disfrutaron la madurez y la estructura de las letras. El álbum demostró la evolución artística de Vico C y su capacidad para mantener relevancia en un panorama musical cambiante.

### Reconocimientos y nominaciones
Desahogo obtuvo reconocimiento significativo en diversas ceremonias de premiación:
2005:
- Premios Arpa - Mejor álbum urbano (Ganador)
- Premios AMCL - Álbum urbano del año (Ganador)
- Premios Grammy Latinos - Mejor álbum urbano (Nominado)[6]

2006:
- Premios Grammy - Mejor álbum de rock latino/alternativo (Nominado)[7]
- Premios Lo Nuestro - Álbum del año (urbano) (Nominado)[8]
- Premios Lo Nuestro - Vídeo del año por «Desahogo» (Nominado)[8]
- Billboard Latin Music Awards - Latin Rap/Hip-Hop Album of the Year (Nominado)

### Rendimiento comercial
El álbum alcanzó la certificación de Platino por la RIAA, indicando ventas superiores a 100 000 copias en Estados Unidos. Varios sencillos del álbum tuvieron buen posicionamiento en las listas de Billboard, consolidando el éxito comercial del proyecto.

## Legado e impacto
Desahogo representa un punto culminante en la carrera de Vico C y marca el final de una época dorada de productividad. Tras este álbum, el artista tendría una ausencia de cuatro años antes de publicar Babilla en 2009, lo que convierte a Desahogo en el último álbum de la serie de trabajos consecutivos exitosos del primer lustro de los 2000.
El álbum demostró la capacidad de Vico C para evolucionar musicalmente sin perder su esencia artística, fusionando géneros tradicionales con sonidos urbanos contemporáneos. Las colaboraciones con artistas de diferentes géneros establecieron un precedente para futuras fusiones en la música urbana latina.
Canciones como "Lo Grande Que Es Perdonar" continúan siendo escuchadas y apreciadas por fans de todas las edades, lo que demuestra su impacto duradero en la industria musical. El álbum influyó en una generación de artistas urbanos que buscaban incorporar elementos de música tradicional en sus trabajos.

## Lista de canciones
| N.º   | Título                          | Artista(s) invitado(s)   | Duración |  |
| 1.    | «Voy [Spoken Word] (Intro)»     |                          | 1:31     |  |
| 2.    | «Desahogo»                      |                          | 4:05     |  |
| 3.    | «Se Escaman»                    | Eddie Dee                | 3:33     |  |
| 4.    | «Lo grande que es perdonar»     | Gilberto Santa Rosa      | 4:41     |  |
| 5.    | «No Es Cuestión de Estar Pegao» |                          | 3:59     |  |
| 6.    | «Te Me Puedo Escapar»           | Cultura Profética        | 5:16     |  |
| 7.    | «Tu Corazón Ya No Aguanta Pela» |                          | 3:36     |  |
| 8.    | «Vámonos Po' Encima»            | D'Mingo y Mala Rodríguez | 4:11     |  |
| 9.    | «Compañera»                     |                          | 4:24     |  |
| 10.   | «Esta Es la Esquina»            |                          | 3:30     |  |
| 11.   | «Mami»                          |                          | 4:45     |  |
| 12.   | «Échale»                        | Ivy Queen                | 4:06     |  |
| 13.   | «Se Acabó (Outro)»              |                          | 0:02     |  |
| 47:35 |                                 |                          |          |  |

## Personal
Créditos adaptados de las notas del álbum.
Músicos
- Vico C – voz, producción ejecutiva, composición

Artistas invitados
- Eddie Dee – voz en "Se Escaman"
- Gilberto Santa Rosa – voz en "Lo Grande Que Es Perdonar"
- Cultura Profética – voz en "Te Me Puedo Escapar"
- D'Mingo – voz en "Vámonos Po' Encima"
- Mala Rodríguez – voz en "Vámonos Po' Encima"
- Ivy Queen – voz en "Échale"

Producción
- DJ Blass – productor
- Echo – productor
- Ángel "Cucco" Peña – productor
- Jorge Alberto Pino – productor
- Giovanni Hidalgo – percusión (pista 7)
- EMI Latin – sello

## Contenido adicional (DVD)
El lanzamiento especial del álbum incluyó un DVD con contenido exclusivo:
1. Cómo Se Hizo
- Intro
- Tu Corazón Ya No Aguanta Pela con Giovanni Hidalgo
- Gira Mundial Ecuador
- Compañera
- No Es Cuestión de Estar Pegao
- Gira Mundial Las Justas
- Lo Grande Que Es Perdonar con Gilberto Santa Rosa

2. Momentos Importantes
3. Galería de Fotos

## Certificaciones
| País           | Organismo | Certificación | Ventas   |
| -------------- | --------- | ------------- | -------- |
| Estados Unidos | RIAA      | Platino       | 100,000+ |